# Tritteling-Redlach
Tritteling-Redlach település Franciaországban, Moselle megyében. Lakosainak száma 513 fő (2022. január 1.). Tritteling-Redlach Bambiderstroff, Créhange, Faulquemont, Laudrefang és Pontpierre községekkel határos.

## Népesség
A település népessége az elmúlt években az alábbi módon változott:
| Lakosok száma | 528  | 533  | 541  | 533  | 532  | 533  | 526  | 520  | 513  |
|               | 2013 | 2015 | 2016 | 2017 | 2018 | 2019 | 2020 | 2021 | 2022 |